# Xanthippe Verlag
Xanthippe Verlag, auch Edition Xanthippe, ist ein Verlag aus Zürich.

## Geschichte
Der Xanthippe Verlag wurde im Jahr 2003 von Yvonne-Denise Köchli gegründet, nachdem sie davor 15 Jahre lang Redaktorin bei der Weltwoche gewesen war und vier Jahre als freie Publizistin und als Ghostwriter für Manager und Bundesräte gearbeitet hatte.

## Autoren
- Achim Kuhn
- Alexandra Haas
- Anita Fetz
- Anne-Sophie Keller
- Annemarie Stalder
- Barbara Lukesch
- Barbara Ryffel
- Barbara Züst
- Bettina Schneider
- Bruno Affentranger
- Christine Fivian
- Claude Baumann
- Erna Eugster
- Esther Girsberger
- Gabriele Spiller
- Heidi Witzig
- Helen Meier
- Herbert Meier
- Klara Obermüller
- Lucia Brusa
- Margrit Kessler
- Markus Mugglin
- Matthias Bernold
- Maya Onken
- Mirjam Britsch
- Nathalie Zeindler
- Sandra Larriva Henaine
- Tatjana Kühne
- Urs Rauber
- Werner Catrina
- Wilhelm Siebert
- Yvonne-Denise Köchli

## Veröffentlichungen (Auswahl)
- Yvonne-Denise Köchli (Hg.): Frauen, wollt ihr noch 962 Jahre warten? Micheline Calmy-Rey über echte Chancengleichheit Xanthippe Verlag, Zürich 2006, ISBN 978-3-9522868-9-0.
- Bruno Affentranger: Sepp – König der Fussballwelt. Xanthippe Verlag, Zürich 2007, ISBN 978-3-9057950-1-1.
- Matthias Bernold, Sandra Larriva Henaine: Revolution 3.0 – die neuen politischen Rebellen und ihre Waffen. Xanthippe Verlag, Zürich 2011, ISBN 978-3-905795-13-4.
- Yvonne-Denise Köchli: miis züri – Neun Streifzüge für Frauen durch Zürich. Xanthippe Verlag, Zürich 2016, ISBN 978-3-905795-48-6.
- Yvonne-Denise Köchli, Anne-Sophie Keller: Iris von Roten: Eine Frau kommt zu früh – noch immer? Xanthippe Verlag, Zürich 2017, ISBN 978-3-905795-55-4.